# Марія Ісабель Уррутія
Марія Ісабель Уррутія (ісп. María Isabel Urrutia, 25 березня 1965) — колумбійська важкоатлетка і легкоатлетка.
Олімпійська чемпіонка 2000 року в категорії до 75 кг, учасниця 1988 року.
Срібна призерка Панамериканських ігор 1999 року в категорії понад 75 кг.
Переможниця Південнамериканських ігор 1982 року в штовханні ядра та метанні диску, 1994 року в метанні диску.
Чемпіонка світу 1990 (82,5 кг), 1994 (83 кг) років, срібна призерка 1989 (82,5 кг), 1991 (82,5 кг), 1995 (83 кг), 1997 (83 кг) років, бронзова призерка 1996 (83 кг), 1998 (понад 75 кг) років.